# Бернарду Гімарайнш
Бернарду-Жуакін да Сілва Ґімарайнш (порт. Bernardo Joaquim da Silva Guimarães, порт. вимова: [beʁˈnaʁdu ɡimaˈɾɐ̃jʃ]; 15 серпня 1825, Ору-Прету, штат Мінас-Жерайс — 10 березня 1884, там же) — бразильський прозаїк і поет ліберальних (аболіціоністський) поглядів.
З 1847 року вивчав право на юридичному факультеті в Сан-Паулу. У 1852 році здобув ступінь бакалавра й опублікував поетичну збірку «Пісні про самотність» (Cantos da solidão) . Обіймав посаду міського судді в штаті Гояс.
Одружився в 1867 р. У 1873 р. став учителем латинської та французької мов у місті Келуз (нині відоме як Консельхейро Лафайте) у штаті Мінас-Жерайс. Його вшановує бразильський монарх Педро II у 1881 році.
Бернардо помер у бідності в Ору-Прету 1884 року.
Найбільш відомий як автор роману " Рабиня Ізаура " (1875), за яким у 1976 році було знято однойменний телесеріал. У романі «Семінарист» (порт. O Seminarista 1872) одним із перших у Бразилії піддав критиці патріархально-клерикальний устрій суспільства. П'єси Ґімарайнша були опубліковані вже після його смерті.
Дід історика Ж.-Б. Ґімарайнша (який написав його біографію); двоюрідний дід поета Альфонса де Ґімарайнша. В ієрархії Бразильської Академії літератури вважається патроном крісла № 5.